# Widoczek

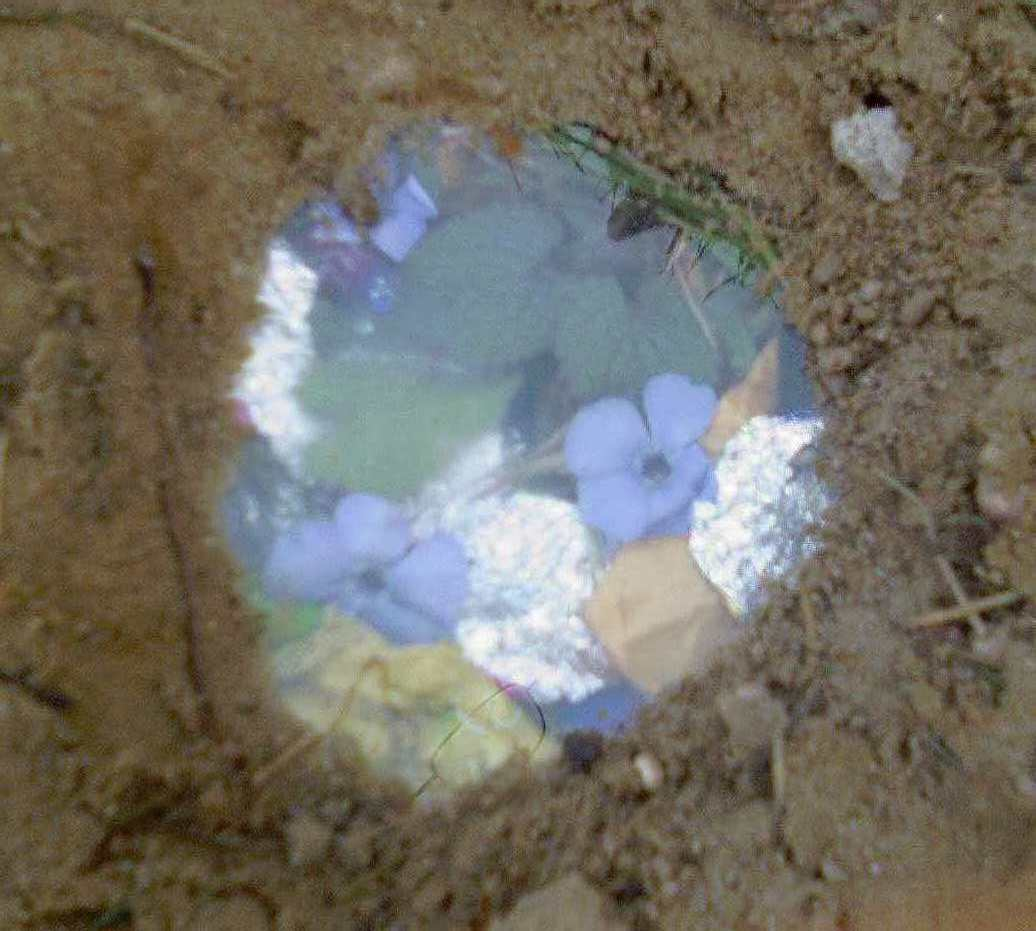
Widoczek – widok z góry

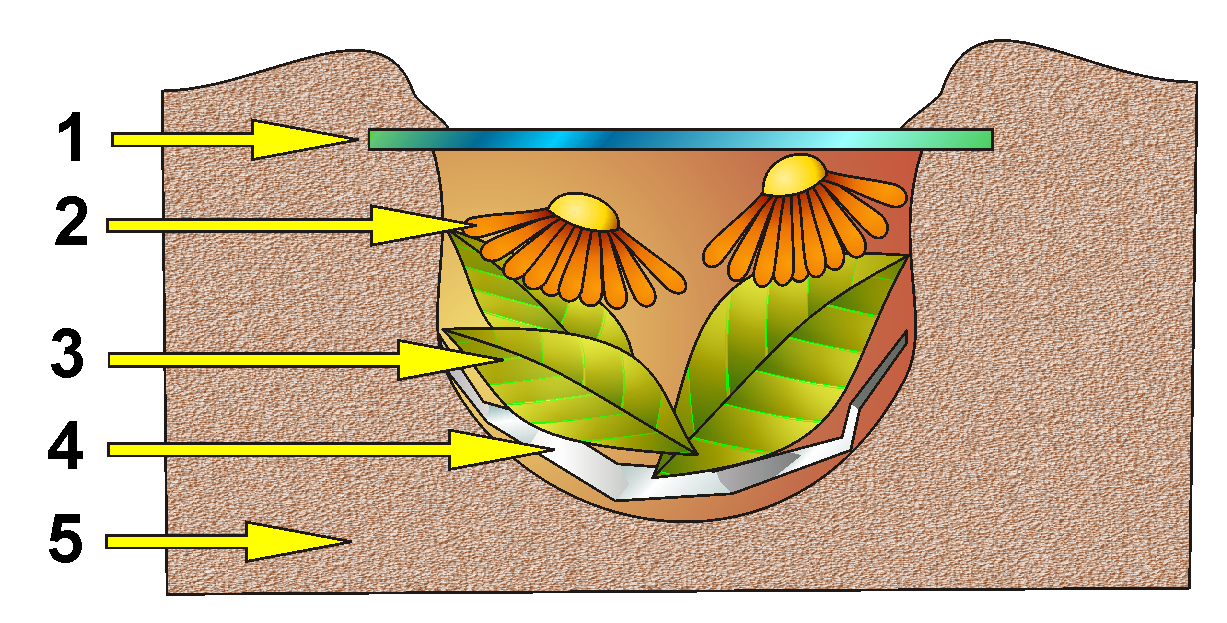
Schemat budowy. 1. tafla szkła; 2. kwiatki; 3. liście; 4. staniol; 5. ziemia

Widoczek (niebko, sekret, aniołek) – kreatywna zabawa dziecięca, popularna szczególnie wśród dziewcząt, w różnych regionach Polski w drugiej połowie XX w.
Zabawa polega na tworzeniu pewnego rodzaju kolażu. W ziemi, w miejscu zwykle ustronnym (np. zakątki podwórka lub boiska szkolnego) tworzone było małe zagłębienie, w którym dziecko umieszczało różne drobne przedmioty, tworząc kompozycję plastyczną, nakrywaną następnie kawałkiem szyby i przysypywaną ziemią. Jako elementy używane były zwykle drobne kwiatki, listki, koraliki, kawałki staniolu lub kolorowych opakowań. Widz, którym może zostać tylko osoba wtajemniczona, aby obejrzeć widoczek, musiał oczyścić fragment jego powierzchni z ziemi, niekiedy przy użyciu własnej śliny.
Pojawiająca się w zagłębieniu w ziemi kolorowa kompozycja, przypadkowo wykadrowana przy oczyszczaniu, oglądana przez cienkie szkło, daje efekt plastyczny, często zaskakujący przez kontrast z otoczeniem i pewną nieprzewidywalność. Zabawa była szczególnie popularna wśród dzieci miejskich w czasach, gdy telewizja nie była jeszcze powszechnie dostępna. Dawała dzieciom możliwość kreacji plastycznej, a jej atrakcyjność zwiększana była elementem elitarności i dostępności tylko wtajemniczonym.